# ایر جمنای
ایر جمنای (به انگلیسی: Air Gemini) یک شرکت هواپیمایی با کد یاتا — است که در ۱۹۹۹ میلادی تأسیس شده‌است. دفتر مرکزی در لوآندا، آنگولا واقع شده‌است و قطب این شرکت هواپیمایی در فرودگاه کواترو دو فرویرو قرار دارد.